# 플로린 (영국 주화)
플로린(florin) 또는 2실링 주화는 1849년부터 1967년까지 발행된 영국의 주화로, 1970년에 마지막으로 수집용으로 주조되었다. 플로린은 파운드의 10분의 1에 해당하는 가치(구 24펜스)를 지녔으며, 십진법이 도입되기 바로 이전에 주조된 마지막 주화이자, 단종되고 1993년까지 사반세기 동안은 10펜스 주화와 동일한 크기와 가치를 지니면서 통용되었다.
플로린은 당대 도입되지 못한 10진법을 실험하는 일환으로서 창안되었다. 1849년 주조된 원조 플로린은 빅토리아 여왕의 칭호에서 신에 대한 언급을 생략한 것이 논란을 일으켰다. 이러한 이유로 이 같은 타입의 플로린은 “신없는 플로린(Godless florin)”이라고 불렸다. 뒤이어 1851년부터는 도안과 활자체로 “고딕 플로린(Gothic florin)”으로 불리게 된 플로린이 주조되었다. 대부분 형태의 플로린은 뒷면에 각기 영국 방패 문양 또는 국장이 새겨져 있으나, 1902년에서 1910년 사이 주조된 주화는 이 같은 전통을 깨고 브리타니아가 바람에 맞서 서있는 모습이 새겨져 있다.
플로린은 조지 5세가 즉위한 1911년부터 빅토리아 시대 말엽에 주조된 플로린처럼 방패와 홀이 새겨진 도안으로 돌아왔으며, 이 형태로 1937년까지 주조되었다. 도안은 이후 국장으로 바뀌어 계속 주조되었으나, 엘리자베스 2세가 즉위한 1953년부터는 새 도안이 사용되었다. 1968년부터 십진법 도입에 앞서 왕립 조폐국은 10펜스 주화를 발행하기 시작하였다. 구 2실링 주화, 플로린은 10펜스 주화가 더 작아지기 전까지, 또 플로린을 포함한 이전 주화들의 통용이 불가해지기 전까지 계속 통용되었다.

## 역사

### 배경
영국에서 십진법을 통화에 도입하고자 한 시도는 1682년까지 거슬러 올라간다. 초기 개혁 시도는 아무런 결과도 낳지 못하였으나, 18세기 후반부터 19세기 초반까지 미국, 프랑스 등 여타 국가들이 십진법 통화를 도입하자 이 문제는 다시 제기되었고, 1841년과 1843년 십진법 도입을 위한 위원회가 조성되기도 하였다. 존 보링 경이 1847년 의회에서 십진법 통화 도입과 파운드의 10분의 1, 100분의 1 값어치의 주화의 발행을 요구하면서 이 같은 운동이 발흥되었다. 보링은 놀랍게도 많은 지지를 얻게 되었고, 러셀 내각은 훗날에 있을 다른 십진법 동전의 도입 역시 고려하며 대중들의 견해를 알아보고자, 파운드의 10분의 1 가치(2실링)의 주화를 주조할 것을 약속하였다.
이 주화를 무엇으로 부를지에 관하여 여러 논의가 오고갔는데, "센텀", "데케이드", "다임"이 제안되었으나 종국에는 "플로린"으로 정해졌는데, 이는 플로린이라는 이름의 옛 잉글랜드 주화에서 따온 것이 아닌, 비슷한 크기와 가치를 지닌 네덜란드의 플로린, 또는 굴덴에서 따온 것이다. 원조 플로린, 피오리노 도로(fiorino d'oro)는 1252년부터 1533년까지 피렌체 공화국에서 발행된 금화이다.

### 빅토리아 시대 발행 (1849-1901)

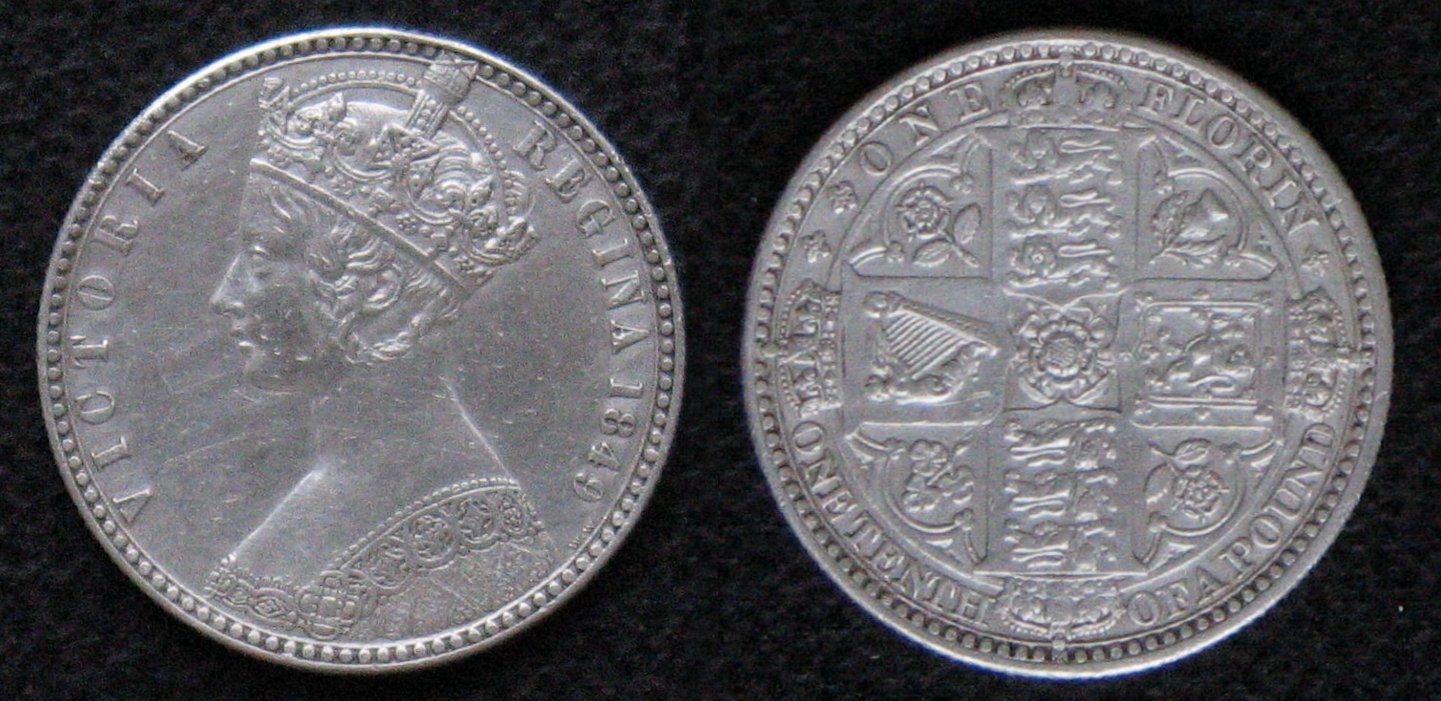
1849년 "신없는 플로린"